# 盧米尼塔·維塞
盧米尼塔·奧拉·維塞（羅馬尼亞語：Luminița Aura Vese）是一名羅馬尼亞裔美國數學家，加州大學洛杉磯分校數學教授，因其在圖像處理方面的研究，包括主動輪廓模型、水平集方法、圖像分割及圖像修復的工作而知名。

## 研究工作
使用主動輪廓進行圖像分割的陳-維塞方法是以她和陳繁昌的名字命名；陳繁昌和維塞在2001年發表了該方法。
維塞-奧舍模型和奧舍-索萊-維塞模型是用於圖像降噪的優化問題，通過將圖像分解為信號和噪聲的總和，以優化圖像的平滑度和噪聲總量的測量組合。它們也是以維塞的名字命名，她的合著者斯坦利·奧舍和安德烈斯·索萊（Andrés Solé）在2003年發表了兩篇論文。
維塞與卡羅爾·勒蓋德爾（Carole Le Guyader）是《圖像處理中的變異方法》（CRC Press, 2016）一書的作者。

## 教育和職業生涯
維塞於1992年在羅馬尼亞的蒂米什瓦拉西部大學獲得學士和碩士學位。之後她就讀於法國尼斯大學，於1992年獲得第二個碩士學位，並於1997年完成博士學位。她的論文《圖像分析和曲線演化的變異問題和PDEs》是由吉勒斯·奧貝爾（Gilles Aubert）和米歇爾·拉斯克（Michel Rascle）共同指導。在巴黎第九大學擔任臨時職務後，她於2000年在加州大學洛杉磯分校任教。她在2003年獲得斯隆獎。

## 外部連結
- 個人網頁 （页面存档备份，存于）
- 盧米尼塔·維塞在數學譜系計畫的資料。
- 由Google学术搜索索引的盧米尼塔·維塞出版物